# Nicolas Séjan

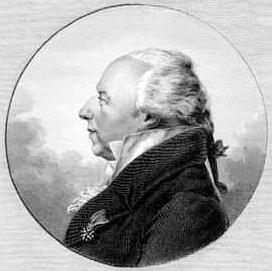
Nicolas Séjan

Nicolas Séjan (geb. 17. März 1745 in Paris; gest. 16. März 1819 ebenda) war ein französischer Komponist und Organist.

## Leben und Wirken
Séjans Familie war verwandtschaftlich mit der Musikerfamilie Forqueray verbunden. Nicolas erlernte das Orgelspiel bei seinem Onkel Nicolas-Gilles Forqueray (1703–1761), dem Mann seiner Tante Élisabeth Séjan. Nicolas Séjan galt als einer der besten Organisten seiner Zeit und war Organist an der Kathedrale Notre-Dame de Paris und verschiedener anderer Pariser Kirchen. Er wurde 1789 als Nachfolger von Pierre-Louis Couperin an die Königliche Kapelle (Chapelle royale) berufen. Während der Französischen Revolution verlor er sein Amt, besetzte es aber später wieder.
Nicolas Séjan war der Vater von Louis-Nicolas Séjan (1786–1849), seinem Nachfolger an Saint-Sulpice.
Séjan hinterließ einige Werke für Cembalo, Klavier sowie für die Orgel, hervorzuheben sind seine Fugenkompositionen und die Noëls.
Er ist auf dem Cimetière de Montmartre begraben.

## Werke (Auswahl)
- Fugues (ré mineur, sol mineur, ré majeur)
- Noëls (la venue de Noël; Chantons je vous prie; Noël suisse)
- Je suis Lindor (Thema mit 5 Variationen)
- Six Sonates pour le clavecin avec accompagnement de violon ad libitum... Œuvre Ier. (1772)
- Recueil de pièces pour le clavecin ou le pianoforte dans le genre gracieux ou gay... Œuvre IIe. (1783)
- Trois Sonates pour le clavecin ou le pianoforte avec accompagnement de violon et violoncelle obligés pour la première et troisième sonates... Œuvre IIIe. (1784)

## Ausgaben
- Trois Fugues et plusieurs  Noëls, pour  l’Orgue. Hrsg. von Nicolas Gorenstein.Éditions Chanvrelin.[3]